# شهرداری جورچینچی
شهرداری جورچینچی (به لاتین: Municipality of Juršinci) یک منطقهٔ مسکونی در اسلوونی است که در اسلوونی واقع شده‌است. شهرداری جورچینچی ۳۶٫۳ کیلومتر مربع مساحت و ۲٬۳۶۱ نفر جمعیت دارد.